# Clavulina humilis
Clavulina humilis är en svampart som först beskrevs av Mordecai Cubitt Cooke, och fick sitt nu gällande namn av Corner 1950. Clavulina humilis ingår i släktet Clavulina och familjen Clavulinaceae.   Inga underarter finns listade i Catalogue of Life.